# Mannerheimlinjen
Mannerheimlinjen var en defensiv fæstningslinje på Det Karelske Næs, som Finland anlagde som en forsvarslinje mod Sovjetunionen. Linjen fik navn efter Carl Gustaf Mannerheim, som var den finske øverstkommanderende under 2. verdenskrig. Nogle af Vinterkrigens hårdeste kampe blev udkæmpet langs denne linje.
Området måtte Finland overgive til Rusland efter 2. verdenskrig, og Mannerheimlinjen ligger derfor nu i Rusland. 